# Степанівська сільська рада (Вінницький район)
| Степанівська сільська рада — колишній орган місцевого самоврядування у Вінницькому районі Вінницької області з адміністративним центром у c. Степанівка. Сільській раді підпорядковані населені пункти: - c. Степанівка |

## Склад ради
Рада складається з 16 депутатів та голови.

## Керівний склад сільської ради
| ПІБ                         | Основні відомості                                                                  | Дата обрання | Дата звільнення |
| --------------------------- | ---------------------------------------------------------------------------------- | ------------ | --------------- |
| Балатюк Анатолій Васильович | Сільський голова, 1951 року народження, освіта, член Соціалістичної партії України | 26.03.2006   | 31.10.2010      |
| Балатюк Анатолій Васильович | Сільський голова, 1951 року народження, освіта вища, безпартійний                  | 31.10.2010   |                 |

Примітка: таблиця складена за даними джерела